# 道営スプリント
道営スプリント（どうえいスプリント）は、ホッカイドウ競馬で施行される地方競馬の重賞競走である。東京スポーツ新聞社より優勝杯の提供を受けており、名称は2010年より「東京スポーツ杯 道営スプリント」と表記している。

## 概要
サラブレッド系3歳以上の馬による短距離の重賞競走として、2006年に新設。創設から第3回（2008年）までは旭川競馬場・ダート1000mで施行されてきたが、第4回（2009年）以降は門別競馬場・ダート1200mで定着している。
2020年よりH2からH1に格上げされるとともに、施行日が年度最終日に移される。また同年より地方競馬全国交流競走から外される。
また2019年の時点では当競走がJBCスプリントの指定競走となっていたが、2020年はそれまでの道営スプリントが施行されていた時期に新設されるウポポイオータムスプリントが指定競走となった。
2021年からはじまったホッカイドウ競馬のシリーズ「カウントアップチャレンジ」のカウントアップS（スプリント）に創設時から指定されている。

### 条件・賞金等（2024年）
出走条件
サラブレッド系3歳以上オープン、ホッカイドウ所属。
*ウポポイオータムスプリント の2着以上の馬と、月形樺戸博物館特別の優勝馬に優先出走権がある。
負担重量
別定で3歳56kg、4歳以上57kg、牝馬2kg減。
賞金等
1着1000万円、2着280万円、3着210万円、4着140万円、5着70万円。
スタリオンシリーズに指定されており、ビッグアーサーの翌年度の配合権利が優勝馬の生産牧場に贈られる。

## 歴代優勝馬
Rはコースレコード。
すべてダートコースでの施行。
| 回数   | 施行日         | 開催地 | 距離  | 頭数 | 優勝馬             | 性齢 | 所属   | タイム | 優勝騎手   | 管理調教師 |
| ------ | -------------- | ------ | ----- | ---- | ------------------ | ---- | ------ | ------ | ---------- | ---------- |
| 第1回  | 2006年10月11日 | 旭川   | 1000m | 12頭 | アドミラルサンダー | 牡4  | 北海道 | 1:00.0 | 坂下秀樹   | 原孝明     |
| 第2回  | 2007年10月10日 | 旭川   | 1000m | 10頭 | セイウンドーバー   | 牡4  | 北海道 | 59.7   | 五十嵐冬樹 | 国信満     |
| 第3回  | 2008年10月7日  | 旭川   | 1000m | 10頭 | ラブストレングス   | 牝3  | 北海道 | R59.0  | 五十嵐冬樹 | 村上正和   |
| 第4回  | 2009年10月8日  | 門別   | 1200m | 15頭 | ミスティックダイヤ | 牡4  | 北海道 | 1:12.5 | 齊藤正弘   | 大崎順司   |
| 第5回  | 2010年10月7日  | 門別   | 1200m | 14頭 | シシノテイオー     | 牡3  | 北海道 | 1:12.1 | 坂下秀樹   | 原孝明     |
| 第6回  | 2011年10月6日  | 門別   | 1200m | 14頭 | パフォーマンス     | 牡3  | 北海道 | 1:10.6 | 川島洋人   | 田中正二   |
| 第7回  | 2012年10月4日  | 門別   | 1200m | 12頭 | シャイニングアワー | 牡7  | 北海道 | 1:12.1 | 桑村真明   | 角川秀樹   |
| 第8回  | 2013年10月3日  | 門別   | 1200m | 11頭 | アウヤンテプイ     | 牡4  | 北海道 | 1:13.3 | 井上俊彦   | 原孝明     |
| 第9回  | 2014年10月2日  | 門別   | 1200m | 12頭 | アウヤンテプイ     | 牡5  | 北海道 | 1:13.3 | 宮崎光行   | 原孝明     |
| 第10回 | 2015年10月1日  | 門別   | 1200m | 12頭 | アウヤンテプイ     | 牡6  | 北海道 | 1:12.7 | 宮崎光行   | 原孝明     |
| 第11回 | 2016年9月29日  | 門別   | 1200m | 14頭 | クリーンエコロジー | 牡8  | 北海道 | 1:13.5 | 服部茂史   | 田中淳司   |
| 第12回 | 2017年9月21日  | 門別   | 1200m | 12頭 | ポアゾンブラック   | 牡8  | 北海道 | 1:12.1 | 阪野学     | 田中淳司   |
| 第13回 | 2018年10月4日  | 門別   | 1200m | 14頭 | ラブバレット       | 牡7  | 岩手   | 1:13.1 | 山本聡哉   | 菅原勲     |
| 第14回 | 2019年10月8日  | 門別   | 1200m | 11頭 | アップトゥユー     | 牝5  | 北海道 | 1:10.9 | 阿部龍     | 角川秀樹   |
| 第15回 | 2020年11月5日  | 門別   | 1200m | 13頭 | ジャスパーシャイン | 牡3  | 北海道 | 1:11.7 | 阿部龍     | 佐久間雅貴 |
| 第16回 | 2021年11月4日  | 門別   | 1200m | 12頭 | アザワク           | 牝4  | 北海道 | 1:10.7 | 桑村真明   | 角川秀樹   |
| 第17回 | 2022年11月9日  | 門別   | 1200m | 10頭 | スティールペガサス | 牡5  | 北海道 | 1:12.3 | 桑村真明   | 角川秀樹   |
| 第18回 | 2023年11月8日  | 門別   | 1200m | 13頭 | スティールペガサス | 牡6  | 北海道 | 1:12.9 | 桑村真明   | 角川秀樹   |
| 第19回 | 2024年11月6日  | 門別   | 1200m | 11頭 | スペシャルエックス | 牡4  | 北海道 | 1:12.1 | 岩橋勇二   | 田中淳司   |

### 各回競走結果の出典
- 道営スプリント 歴代優勝馬（地方競馬全国協会）